# Джон Бароу (географ)
Вижте пояснителната страница за други личности с името Джон Бароу.
Сър Джон Бароу (на английски: John Barrow) е английски географ, пътешественик, изследовател и писател.

## Произход и младежки години (1764 – 1791)
Роден е на 19 юни 1764 година в Ълвърстън, графство Къмбрия, Великобритания, единственото дете в семейството на Роджър Бароу. лоиОще като юноша започва работа в чугунолеярен завод в Ливърпул – един от световните центрове на колониалната търговия. След известно време напуска завода и се хваща на работа на китоловен кораб, с който се отправя към бреговете на Гренландия за лов на китове. След завръщането си постъпва в университета, завършва го и става преподавател по математика в Гринуич.

## Китай (1792 – 1794)
От вестниците научава за назначението на лорд Маккартни за посланик в Китай. Бароу му предлага своите услуги и е приет на служба като секретар на посолството. През 1792 г., заедно с посланика пристига в Пекин, усвоява китайски език и ползвайки се от служебното си положение, извършва няколко пътувания из страната, в хода на които събира богат материал от естествено-исторически и етнографски характер.

## Южна Африка (1795 – 1804)
През 1795 лорд Маккартни получава ново назначение като губернатор на Капската провинция. Заедно с него в Южна Африка се отправя и Джон Бароу. Страната, нейната природа, животинския и растителния свят, и местните жители оставят у него неизлечими впечатления. По време на осемгодишното си пребиваване в Кейптаун извършва няколко пътешествия във вътрешността на континента, като се запознава с релефа, флората и фауната, бита, обичаите и обредите на различни африкански племена.
През 1801 – 1804 в Лондон издава двутомната си книга „Пътешествие във вътрешността на Южна Африка“, в която дава първото пълно географско описание на Капската провинция. По същото време на базата на проведените от него топографски дейности отпечатва и най-добрата за това време карта на района.

## Кариера в Адмиралтейството (1804 – 1844)
През 1804 окончателно се завръща в Лондон, където благодарение на публикуваните от него статии за изследванията си става известен като сериозен учен-натуралист, географ, пътешественик и етнограф. Става секретар на Адмиралтейството – висшия орган за управление и командване на морските сили на Великобритания. Използвайки високото си положение, неведнъж оказва съдействие в организирането на експедиции в слабоизучените райони на Земята, способства за възобновяване на търсенето на Северозападния проход от Атлантическия в Тихия океан, създава Клуб Роли, един от предшествениците на Кралското географско дружество.
През 1835 е удостоен с титлата баронет.

## Последни години (1845 – 1848)
През 1845 г., Бароу се оттегля от обществения живот и се посвещава на написването на историята на съвременните арктически пътувания и открития, както и на автобиографията си публикувана през 1847 г.
Умира на 23 ноември 1848 година в Лондон на 84-годишна възраст.

## Памет
Неговото име носят:
- връх Сър Джон Бароу Монумент 76°31′ с. ш. 96°04′ з. д. / 76.516667° с. ш. 96.066667° з. д. на п-ов Гринел, на остров Девън, в Канадския арктичен архипелаг;
- езеро Бароу 68°24′ с. ш. 89°31′ з. д. / 68.4° с. ш. 89.516667° з. д. на п-ов Симпсън в Северна Канада;
- залив Бароу 68°09′ с. ш. 96°29′ з. д. / 68.15° с. ш. 96.483333° з. д. на североизточното крайбрежие на п-ов Аделаида в Северна Канада;
- залив Бароу 76°33′ с. ш. 95°57′ з. д. / 76.55° с. ш. 95.95° з. д. на западното крайбрежие на п-ов Гринел, на остров Девън, в Канадския арктичен архипелаг;
- нос Джон Бароу 79°49′ с. ш. 71°00′ з. д. / 79.816667° с. ш. 71° з. д. на п-ов Дарлинг на източното крайбрежие на остров Елсмиър, в Канадския арктичен архипелаг;
- нос Бароу 79°49′16″ с. ш. 156°28′45″ з. д. / 79.821111° с. ш. 156.479167° з. д., най-северната точка на Аляска;
- нос Бароу 68°01′ с. ш. 110°08′ з. д. / 68.016667° с. ш. 110.133333° з. д. в Северна Канада, на брега на залива Коронейшън;
- остров Джон Бароу (76°31′ с. ш. 97°13′ з. д. / 76.516667° с. ш. 97.216667° з. д.) в Канадския арктичен архипелаг;
- о-ви Бароу (69°53′ с. ш. 124°21′ з. д. / 69.883333° с. ш. 124.35° з. д.) в море Бофорт, в Канадския арктичен архипелаг;
- проток Бароу в Канадския арктичен архипелаг, част от Северозападния проток;
- река Бароу (устие 67°19′ с. ш. 81°20′ з. д. / 67.316667° с. ш. 81.333333° з. д.) на п-ов Мелвил, вливаща се залива Фокс, Канада;
- хребет Бароу (76°35′ с. ш. 108°55′ з. д. / 76.583333° с. ш. 108.916667° з. д.) на п-ов Сабин, в северната част на остров Мелвил в Канадския арктичен архипелаг.

## Публикации
- An Auto-Biographical Memoir of Sir John Barrow, Bart, Late of the Admiralty. Including Reflections, Observations, and Reminiscences at Home and Abroad, from Early Life to Advanced Age, Murray, 1847
- Travels in China (1804)
- Travels into the Interior of South Africa (1801 – 1804)
- Lives of Lord Macartney (1807), Lord Anson (1839), Lord Howe (1838)
- The Eventful History of the Mutiny and Piratical Seizure of H.M.S. Bounty: (1831) Its Cause and Consequences, report about the mutiny on the Bounty